# Rolf Julin
Rolf Johan Julin (ur. 14 kwietnia 1918 w Sztokholmie, zm. 26 lipca 1997 w Helsingborgu) – szwedzki szermierz i piłkarz wodny, dwukrotny medalista mistrzostw świata w szermierce.
Podczas mistrzostw świata w Kairze w 1949 roku Szwedzi w składzie: Per Carleson, Hans Drakenberg, Carl Forssell i Rolf Julin zajęli drugie miejsce w szabli drużynowej. Na rozgrywanych dwa lata później mistrzostwach świata w Sztokholmie w tej samej konkurencji zajął trzecie miejsce.
Brał udział w zawodach piłki wodnej na igrzyskach olimpijskich w Londynie w 1948 roku, gdzie reprezentacja Szwecji zajęła piąte miejsce. Zdobył też srebrne medale na mistrzostwa Europy w piłce wodnej w Monte Carlo (1947) i Wiedniu (1950).
Jego ojciec, Harald i brat, Åke także uprawiali piłkę wodną